# 白云洞摩崖石刻
白云洞摩崖石刻，位于中国广东省佛山市南海区西樵山，为一处明清石刻。1994年7月5日，列入南海市文物保护单位；2006年，列入佛山市文物保护单位。